# 中国人民解放军沈阳军区

沈阳军区管辖范围

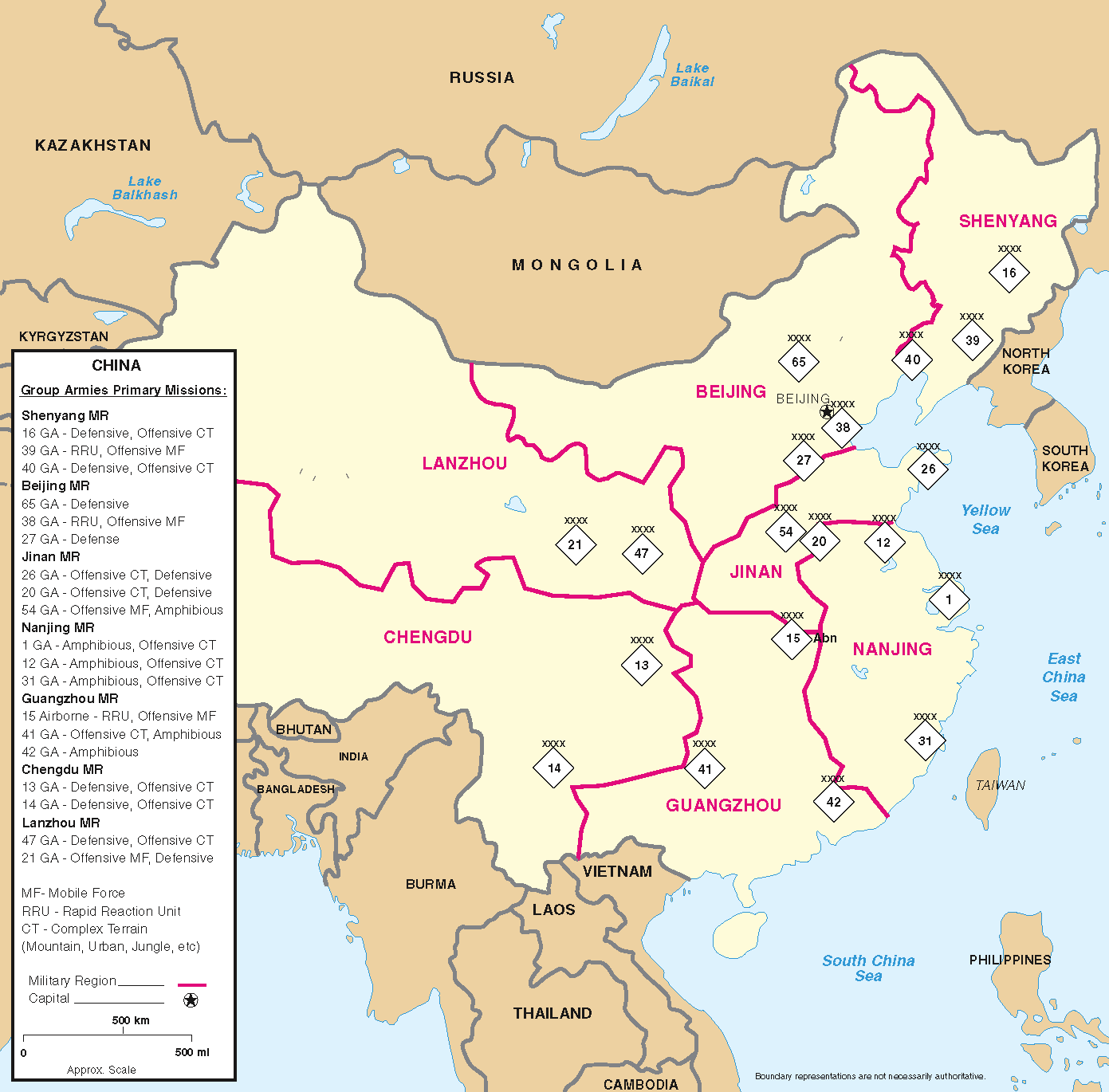
大军区撤销前夕的大军区划分与陆军集团军分布

中国人民解放军沈阳军区，是中国人民解放军大军区之一，是战略区域内合成军队的最高领导指挥机关，负责黑龙江、吉林、辽宁等3个省级行政区内及内蒙古东部的陆、空军部队作战指挥和所属部队的军事、政治、后勤工作，领导辖区内的民兵、兵役、动员工作和战场建设。军区机关驻沈阳市。2016年在深化国防和军队改革中撤销，由新成立的北部战区接替。

## 沿革
1945年10月9日，中共中央批准在沈阳组织东北临时性军事指挥机关“东北军区司令部”。同年10月31日，东北军区司令部改编为东北人民自治军总部。东北军区司令部和后来的沈阳军区没有渊源关系。
1948年1月，东北民主联军改称东北人民解放军，东北民主联军总部改为东北军区兼东北野战军领导机关，林彪任东北军区兼野战军司令员兼政治委员。1948年8月，东北野战军和东北军区机关分开，林彪任东北军区司令员兼政治委员和东北野战军司令员，罗荣桓任东北野战军政治委员。1948年11月辽沈战役结束后，林彪、罗荣桓率东北野战军入山海关作战，东北野战军机关离开东北。1949年3月东北野战军改称中国人民解放军第四野战军。
1948年11月1日，中央军委发出通令，统一规定全军的组织编制、番号，其中军区分为一级军区（即大军区）、二级军区、三级军区、军分区，实行四级军区体制，即在中央局相应区域设一级军区，在中央分局相应区域设二级军区，在省和行政区设三级军区，在地区（专区）设军分区。各级军区均以所在区域的地区或地点命名。
1949年10月中华人民共和国成立时，中央人民政府人民革命军事委员会直辖5个一级军区：东北军区、华北军区、华东军区、华中军区、西北军区。1950年1月，华中军区改称中南军区；2月成立西南军区。至1950年7月，全国共有6个一级军区：东北军区、华北军区、华东军区、中南军区、西南军区、西北军区。
东北军区辖辽东、辽西、热河、内蒙古等军区，松江、黑龙江、吉林等省军事部，7个步兵师、1个警卫师、11所军事院校等。军区领导机关驻沈阳，高岗任司令员兼政治委员。1952年1月，热河、松江、黑龙江、吉林等省军事部改为三级军区。1954年8月，辽东军区、辽西军区合编为辽宁军区，松江、黑龙江军区合编为黑龙江军区。1950年代初，东北军区为中国人民志愿军提供后勤保障，支援抗美援朝战争。
1955年2月11日，为适应中国人民解放军大规模革命化、正规化、现代化建设的需要及中共中央局、中央分局的设置情况，国务院、国防部发布“关于全国军区重新划分的决定”，决定将6个大军区改划为12个大军区。1955年3月22日，根据国务院同年2月11日关于全国军区重新划分的决定，中国人民解放军东北军区改编为中国人民解放军沈阳军区，辖区不变。沈阳军区辖辽宁、吉林、黑龙江、热河省军区和防空军、公安军、炮兵、装甲兵、工程兵及陆军军等部队，军区机关驻沈阳市。1955年11月，热河省军区随热河省撤销。
1985年7月，中央军委决定将11个大军区调整为7个大军区，其中沈阳军区仍保持原建制不变。
2016年在深化国防和军队改革中撤销。

## 编制
军区领导机关和直属队
1955年4月，沈阳军区领导机关设司令部、政治部、干部部、后方勤务部等。后经多次整编，到1958年10月，沈阳军区机关设司令部、政治部、后勤部。此后机关三大部体制沿袭至1997年。
1998年，各大军区成立装备部。1998年11月，各大军区后勤部改为联勤部，对辖区内的陆海空军和二炮部队实行联勤保障。
所辖部队
1948年1月东北军区和东北野战军领导机关成立时下辖：
- 纵队：第一、第二、第三、第四、第六、第七、第八、第九、第十纵队（3月组建第五、第十一、第十二纵队）
- 二级军区：合江军区、龙江军区、嫩江军区、松江军区、牡丹江军区、吉林军区、辽吉军区、辽东军区、冀察热辽军区、内蒙古军区

1948年12月东北军区对所属部分机构调整后下辖：
- 二级军区：辽北军区、辽宁军区、安东军区、热河军区、锦州军区、内蒙古军区
- 省军事部：松江省军事部、合江省军事部、龙江省军事部、嫩江省军事部、吉林省军事部
- 其他部队：第五十军、铁道纵队等。并成立炮兵第一、第二指挥所和装甲兵、高炮、工兵指挥所；冀察热辽军区所属冀东军区调归华北军区建制。

1949年2月至6月东北军区机关和部队进行整编后下辖：
- 二级军区：辽东军区、辽西军区、热河军区、内蒙古军区等军区
- 省军事部：松江省军事部、黑龙江省军事部、吉林省军事部等省军事部
- 其他部队：7个步兵师、1个警卫师、11所军事院校等。

1950年7月至1955年3月东北军区下辖部队主要变动有：
- 东北边防军：1950年7月，中国人民解放军第十三兵团进驻东北，改编为东北边防军。
- 东北军区防空司令部：1950年8月，成立东北军区防空司令部。
- 东北铁道运输司令部：1950年12月，成立东北铁道运输司令部。1954年3月，撤销东北铁道运输司令部，成立东北军区司令部军事交通部。
- 东北军区国防建设工程指挥部：1952年4月，组建东北军区国防建设工程指挥部。
- 旅大军事部：1951年11月成立旅大军事部。
- 省军事部和军区的变动：1952年1月，吉林、松江、热河、黑龙江等省军事部改为军区。1954年8月，辽东、辽西军区合编为辽宁军区，松江、黑龙江军区合编为黑龙江军区。
- 东北军区空军部：1954年4月改编成立。
- 东北军区防空部队部：1954年4月改编成立。
- 东北军区炮兵部：1951年4月，成立东北军区炮兵领导机构。1954年4月改编成立东北军区炮兵部。
- 东北军区装甲兵部：1950年12月，成立东北军区摩托装甲兵领导机构。1954年4月改编成立东北军区装甲兵部。
- 东北军区工程兵部：1954年4月改编成立东北军区工程兵部。
- 东北军区公安部队部：1954年4月改编成立东北军区公安部队部。

1955年东北军区改为沈阳军区后下辖：
- 辽宁省军区：1954年8月由辽东军区和辽西军区合编为辽宁军区。1960年4月改称辽宁省军区。
- 吉林省军区：1953年2月吉林军事部改称吉林军区。1959年3月改称吉林省军区。
- 黑龙江省军区：1953年1月松江、黑龙江等省军事部改为军区。1954年5月，黑龙江省公安部队合并黑龙江军区，称黑龙江军区兼公安司令部。1954年8月，黑龙江军区和松江军区合编组成新的黑龙江军区。1960年4月改称黑龙江省军区。
- 热河省军区：1955年11月随热河省同时撤销。
- 沈阳军区炮兵：1955年3月东北军区炮兵部改为沈阳军区炮兵部。1955年7月至8月改为沈阳军区炮兵司令部。1982年12月，沈阳军区炮兵机关缩编为沈阳军区司令部炮兵部。
- 沈阳军区工程兵：1955年3月东北军区工程兵部改为沈阳军区工程兵部。1955年7月至8月改为沈阳军区工程兵司令部。1982年12月，沈阳军区工程兵机关缩编为沈阳军区司令部工程兵部。
- 沈阳军区装甲兵：1955年3月东北军区装甲兵部改为沈阳军区装甲兵部。1955年7月至8月改为沈阳军区装甲兵司令部。1982年12月，沈阳军区装甲兵机关缩编为沈阳军区司令部装甲兵部。
- 沈阳军区防空军：1955年3月东北军区防空部队部改为沈阳军区防空部队部。1955年7月至8月改为沈阳军区防空军司令部。1957年5月，撤销沈阳军区防空军司令部，所辖部队划归沈阳军区空军建制。
- 沈阳军区公安军：1955年3月东北军区公安部队部改为沈阳军区公安部队部。1955年7月至8月改为沈阳军区公安军司令部。6月，撤销军区公安军司令部，所辖边防部队分别拨归所在省军区领导。
- 陆军第十六集团军：第十六军1958年4月从朝鲜回国，驻防吉林省长春市。1960年改称陆军第十六军。1985年改为陆军第十六集团军。
- 陆军第二十三集团军：第二十三军1958年3月从朝鲜回国，驻防黑龙江省。1960年改称陆军第二十三军。1985年改为陆军第二十三集团军。2003年12月撤销番号。
- 陆军第三十九集团军：第三十九军1953年5月从朝鲜回国，驻防辽宁省。1960年改称陆军第三十九军。1985年改为陆军第三十九集团军。
- 陆军第四十集团军：第四十军1953年7月从朝鲜回国，驻防辽宁省。1960年改称陆军第四十军。1985年改为陆军第四十集团军。
- 陆军第六十四集团军：第六十四军1953年8月从朝鲜回国，驻防辽宁省凤城县。1954年10月移防辽宁省安东市。1955年2月移防辽宁省大连市。1960年改称陆军第六十四军。1970年移防辽宁省本溪市。1985年改为陆军第六十四集团军。1998年撤销番号。
- 陆军第六十八军：1975年经中央军委批准，济南军区陆军第六十八军与沈阳军区陆军第四十六军对调，陆军第六十八军移驻吉林省吉林市。1985年撤销番号。同年8月改编为赤峰守备区（军级），移驻内蒙古赤峰市。
- 旅大警备区：1959年9月，第三兵团改为旅大警备区。
- 外长山要塞区：1960年12月，组建外长山要塞区。
- 赤峰守备区：1981年11月，组建赤峰守备区。
- 白城守备区：1981年11月，组建白城守备区。
- 黑龙江生产建设兵团：1968年组建黑龙江生产建设兵团，1973年10月移交黑龙江省领导。

接受军兵种机关和沈阳军区双重领导的有：
- 沈阳军区空军：受空军和沈阳军区双重领导

## 历任领导
| 司令员 - 林彪（1948年1月—1949年6月，东北军区司令员） - 高岗（1949年6月2日—1954年5月，东北军区司令员） - 邓华 上将（1954年2月—1955年3月，东北军区代司令员；1955年3月—1959年9月，沈阳军区司令员） - 陈锡联 上将（1959年10月—1973年12月） - 李德生（1973年12月—1985年6月） - 刘精松 上将（1985年6月—1992年11月） - 王克 上将（1992年11月—1995年9月） - 李新良 上将（1995年9月—1997年11月） - 梁光烈 上将（1997年11月—1999年12月） - 钱国梁 上将（1999年12月—2004年12月） - 常万全 上将（2004年12月—2007年9月） - 张又侠 上将（2007年9月—2012年10月） - 王教成 上将（2012年10月—2016年1月） 副司令员 - 吕正操（1948年1月—？，东北军区副司令员） - 周保中（1948年1月—？，东北军区副司令员） - 萧劲光（1948年1月—？，东北军区副司令员） - 高岗（1948年8月—1949年6月，东北军区第一副司令员） - 贺晋年（1950年5月—1954年8月，东北军区副司令员） - 王建安 上将（1956年11月-1959年11月） - 程世才 中将（1957年8月—1959年11月） - 曾绍山 中将（1959年10月—1966年3月） - 曾思玉 中将（1959年10月—1967年7月） - 刘转连 中将（1962年6月—1970年3月；1975年8月—？） - 唐子安 少将（1964年8月—1975年8月） - 江拥辉（1968年5月—1983年10月） - 肖全夫（1968年5月—1980年1月） - 汪洋（1969年8月—1975年6月） - 邓岳（1969年8月—1977年11月） - 刘永源（1969年8月—1975年8月） - 游好扬（1969年8月—1975年8月） - 张峰（1969年8月—1975年8月） - 吴习智（1969年8月—1975年8月） - 汪家道（1969年8月—1975年8月） - 刘德才（1970年3月—1977年11月） - 曾雍雅（1970年11月—1975年8月） - 罗坤山（1972年5月—1975年8月） - 杨勇（1972年5月—1973年7月） - 孙玉国（1974年2月—1977年10月） - 罗舜初（1975年4月—1975年8月） - 刘震（1975年8月—1977年9月） - 王恩茂（1977年2月—1975年12月） - 谢振华（1977年12月—1982年10月） - 李化民（1977年12月—1982年10月） - 袁俊（1980年12月—1985年6月） - 张竭诚（1981年12月—1983年5月） - 高克（1982年10月—1985年6月） - 赵先顺（1982年10月—1985年6月） - 张怀瑞（1983年5月—1985年6月） - 朱敦法 中将（1985年6月—1990年4月） - 石宝源 中将（1985年6月—1999年4月） - 曹双明 空军中将（1987年9月—1992年10月，兼军区空军司令员） - 佟宝存 中将（1990年4月—1996年11月） - 辛殿枫 空军中将（1993年1月—1993年7月，兼军区空军司令员） - 齐连运 中将（1993年1月—1996年7月） - 卢登华 空军中将（1993年7月—1996年7月，兼军区空军司令员） - 宗顺留 中将（1995年7月—1999年4月） - 罗有礼 中将（1996年7月—2003年11月） - 郑申侠 空军中将（1996年7月—1999年2月，兼军区空军司令员） - 吴玉谦 中将（1996年11月—2005年12月） - 葛振峰 中将（1999年1月—2000年12月） - 许其亮 空军中将（1999年2月—2004年7月，兼军区空军司令员） - 毛凤鸣 中将（2000年12月—2005年12月） - 王建民 中将（2000年12月—2002年11月） - 刘亚红 中将（2003年12月—2009年6月） - 周来强 空军中将（2004年7月—2012年8月，兼军区空军司令员） - 宋才文 中将（2005年12月—2010年12月） - 李世明 中将（2005年12月—2006年12月） - 石香元 中将（2006年12月—2013年12月） - 马丙泰 中将（2008年12月—2013年12月） - 钟志明 中将（2009年6月—？） - 王晓军 中将（2010年12月—2012年10月） - 丁来杭 空军中将（2012年8月—2016年1月，兼军区空军司令员） - 王西欣 中将（2012年12月—？） - 侯继振 中将（2013年12月—2014年12月） - 盛斌 中将（2014年12月—？） | 政治委员 - 林彪（1948年1月—1949年6月，东北军区司令员兼政治委员） - 高岗（1949年6月2日—1954年5月，东北军区司令员兼政治委员） - 周桓 上将（1955年3月—1959年10月） - 赖传珠 上将（1959年10月—1960年11月，政治委员；1960年11月—1965年12月，第二政治委员） - 宋任穷 上将（1960年11月—1968年6月，第一政治委员，兼任） - 曾绍山（1966年3月—1980年1月，第二政治委员，兼任） - 潘复生（1967年5月—1971年9月，兼任） - 毛远新（1974年2月—1976年10月，兼任） - 王辉球（1973年5月—1975年8月，兼任） - 甘渭汉（1977年9月—1980年1月，第二政治委员） - 廖汉生（1980年1月—1982年10月，第一政治委员） - 刘振华（1982年10月—1987年11月） - 宋克达 中将（1987年11月—1993年12月） - 李新良 上将（1993年12月—1995年9月） - 姜福堂 上将（1995年9月—2005年12月） - 黄献中 上将（2005年12月—2010年12月） - 褚益民 上将（2010年12月—2016年1月） 副政治委员 - 罗荣桓（1948年1月—8月，东北军区副政治委员；1948年8月—1949年6月，东北军区第一副政治委员） - 高岗（1948年1月—8月，东北军区副政治委员；1948年8月—1949年6月，东北军区第一副司令员兼副政治委员） - 陈云（1948年1月—1949年6月，东北军区副政治委员） - 李富春（1948年1月—1955年3月，东北军区副政治委员） - 张秀山（1950年9月—1954年5月，东北军区副政治委员，兼任） - 周桓（1950年6月—1955年3月，东北军区副政治委员） - 林枫（1954年5月—1955年4月，东北军区副政治委员，兼任） - 杜平 中将（1955年3月—1963年3月） - 甘渭汉 中将（1955年3月—1956年11月） - 杜义德 中将（1959年11月—1960年6月） - 吴保山 少将（1964年8月—1967年6月） - 李震 少将（1964年8月—1966年12月） - 李伯秋（1969年8月—1978年5月） - 李少元（1969年8月—1975年8月） - 田维新（1969年8月—1969年10月） - 邹衍（1969年8月—1980年12月） - 王淮湘（1969年8月—1977年5月） - 刘振华（1969年8月—1975年6月；1979年1月—1982年10月） - 陈绍昆（1969年8月—1975年6月） - 刘光涛（1969年8月—1978年2月） - 张午（1970年12月—1985年6月） - 甘渭汉（1972年10月—1977年9月） - 傅奎清（1975年10月—1980年12月） - 王恩茂（1977年12月—1982年1月） - 谢有法（1979年2月—1980年8月） - 成泽民（1982年10月—1985年6月） - 宋克达（1985年6月—1987年11月） - 李文卿 中将（1988年8月—1990年4月） - 艾维仁 中将（1990年4月—1996年1月） - 戴学江 中将（1990年4月—1992年11月） - 黄渐鸿 中将（1992年10月—1994年12月） - 周文元 中将（1992年11月—1999年4月） - 曹惠臣 中将（1996年1月—2003年12月） - 沙显明 空军中将（1997年11月—2003年1月，兼军区空军政治委员） - 田书根 中将（1999年1月—2000年12月） - 李运之 中将（1999年12月—2007年12月） - 周永顺 中将（2001年1月—2005年12月） - 王伟 空军中将（2003年1月—2005年12月，兼军区空军政治委员） - 潘瑞吉 中将（2005年12月—2008年12月） - 尹庆立 空军中将（2005年12月—2008年12月，兼军区空军政治委员） - 张铁健 中将（2007年12月—2010年7月） - 马炳泰 中将（2008年12月—2014年） - 赵以良 空军中将（2008年12月—2015年7月，兼军区空军政治委员） - 王洪尧 中将（2010年7月—2011年6月） - 侯贺华 中将（2011年6月—2015年7月） - 高建国 中将（2013年12月—？） - 刘建 空军少将（2015年7月—2016年，兼军区空军政治委员） 顾问 （1975年设顾问，1985年撤销） |

| 参谋长 - 刘亚楼（1948年1月—1949年6月，东北军区参谋长） - 伍修权（1948年1月—1949年12月，东北军区参谋长） - 贺晋年（1950年5月—1954年8月，东北军区副司令员兼参谋长） - 吴信泉 中将（1955年3月—1958年1月） - 曾思玉 中将（1958年1月—1960年5月） - 唐子安 少将（1960年5月—1964年8月，副司令员兼） - 江拥辉 少将（1964年8月—1968年5月） - 肖全夫（1968年5月—1969年8月，副司令员兼） - 汪洋（1969年8月—1975年5月，副司令员兼） - 杨迪（1975年5月—1977年12月） - 高克（1978年3月—1982年10月） - 聂济艟（1982年10月—1985年6月） - 李海波 中将（1985年6月—1990年4月） - 吴家民 中将（1990年4月—1995年7月） - 吴玉谦 中将（1995年7月—1996年11月） - 葛振峰 中将（1996年11月—1999年1月） - 王建民 中将（1999年4月—2000年12月） - 范长龙 中将（2000年12月—2003年12月） - 李世明 中将（2003年12月—2005年12月） - 侯树森 中将（2005年12月—2009年6月） - 侯继振 中将（2009年6月—2014年1月） - 徐经年 中将（2014年1月—2016年1月） 副参谋长 司令部顾问 （1975年设顾问，1985年撤销） | 政治部主任 - 谭政（1948年1月—1949年6月，东北军区政治部主任） - 周桓（1949年6月—1950年，东北军区政治部主任；1950年—1951年6月，东北军区副政治委员兼政治部主任） - 莫文骅（1951年6月—1954年4月，东北军区政治部主任） - 杜平 中将（1954年4月—1955年3月，东北军区政治部主任；1955年3月—1962年9月，沈阳军区政治部主任） - 吴保山 少将（1962年9月—1964年8月，第一主任） - 李震 少将（1962年9月—1964年8月，第二主任；1964年8月—1965年5月，主任） - 李伯秋（1965年5月—1969年8月） - 陈绍昆（1969年8月—1970年2月） - 张午（1970年12月—1975年5月） - 裴光（1975年5月—1977年12月） - 傅奎清（1977年12月—1980年12月） - 成泽民（1980年12月—1982年10月） - 马瑛（1982年10月—1985年6月） - 李文卿（1985年6月—1988年8月） - 戴学江 中将（1988年8月—1990年4月） - 黄渐鸿 中将（1990年4月—1992年11月） - 谭乃达 中将（1992年11月—1993年12月） - 吕志 中将（1993年12月—1995年7月） - 田书根 中将（1995年7月—1999年1月） - 孙大发 中将（1999年1月—2003年7月） - 潘瑞吉 中将（2003年7月—2005年12月） - 张铁健 中将（2005年12月—2007年12月） - 王洪尧 中将（2007年12月—2010年7月） - 高建国 中将（2010年7月—2013年12月） - 杨成熙 中将（2013年12月—2016年1月） 政治部副主任 - 华山 - 王清涛 政治部顾问 （1975年设顾问，1985年撤销） |

| 后勤部部长 - 李富春（1948年8月—？，东北军区副政治委员兼后勤部部长） 后勤部副部长 联勤部部长 联勤部副部长 | 后勤部政治委员 后勤部副政治委员 后勤部顾问 （1975年设顾问，1985年撤销） 联勤部政治委员 联勤部副政治委员 |

| 装备部部长 装备部副部长 | 纪律检查委员会（监察委员会）书记 - 李运之 中将（2003年10月—2007年12月，副政治委员兼） 纪律检查委员会（监察委员会）副书记 纪律检查委员会专职委员 |

## 沈阳军区善后工作办公室
| 主任 - 徐经年 中将（2016年1月—） 副主任 - 姜道洪 少将（2016年—） 军事组组长 - 李毅 少将（2016年—） 军事组副组长 保障组组长 - 陈兆明 大校（2016年—） 保障组副组长 | 政治委员 - 罗益昌 中将（2016年1月—） 副政治委员 - 王群 少将（2016年—） 政工组组长 - 王福田 少将（2016年—） 政工组副组长 |

## 白山出版社
白山出版社成立于1988年。由沈阳军区政治部主管、主办。